# Елевци
За Долно Елевци вижте Евла (община Вапа). За другото дебърско Елевци вижте Татар Елевци. За полошките села вижте Горно Йеловце и Долно Йеловце.
Елевци, още Горно Елевци, Каурско Елевци или Коджаджик Елевци (на македонска литературна норма: Елевци; на албански: Elevci), е село в Северна Македония, в община Вапа (Център Жупа).

## География
Селото е разположено в областта Жупа в западните склонове на планината Стогово.

## История
Името Каурско Елевци, показва традиционно християнско население и е противопоставено на дебърското Татар Елевци. Възможно е името за произлиза от личното име Елез, откъдето през Елезци и Елееци да е дойшло до Елевци. В подкрепа на тази теория е фактът, че жителите турци на Елевци го произнасят Елѐсца. Демонимът съответно е елешани, а прилагателното елешки.
В 1519 година в Елевци има 9 християнски семейства и едно мюсюлманско. През 1583 година не са регистрирани мюсюлмани, християнските семейства в селото са 11, има също трима неженени и 4 вдовици.
В XIX век Елевци е село в Дебърска каза на Османската империя. В „Етнография на вилаетите Адрианопол, Монастир и Салоника“, издадена в Константинопол в 1878 година и отразяваща статистиката на населението от 1873, Горно Елевци е посочено като село с 38 домакинства, като жителите му са 47 българи и 65 турци.
Според статистиката на Васил Кънчов в 1900 Горно Елевци има 65 жители българи християни и 550 турци. Според него:
| „ | Въ Жупа, ако и да има сега само едно село арнаутско, българското население постояно напуща тоя край, защото е притѣснено отъ турцитѣ и торбешитѣ. Отъ Горно и Долно Елевци 25 кѫщи сѫ прѣселени въ Скопие, други въ Битоля и въ скоро врѣме българското население ще изчезне. Българи е имало до прѣди 30—35 год. и въ арнаутското село Баланци и въ турското Коджоджикъ, но сѫ всички избѣгали. Тоя край е опустошенъ жестоко отъ арнаутскитѣ пълчища на Али Паша, които съсипали Божи Градъ въ долината на р. Дримъ къмъ края на ХVIII. в. Наблизо до Елевци е имало голѣмо българско село Бѣжаново, унищожено въ началото на XIX. в. | “ |

Цялото християнско население на селото е под върховенството на Българската екзархия. По данни на секретаря на екзархията Димитър Мишев в 1905 година в Каурско Елевци има 72 българи екзархисти.
Според статистика на вестник „Дебърски глас“ в 1911 година в Коджаджик-Елевци има 19 български екзархийски и 120 турски къщи.
При избухването на Балканската война в 1912 година 12 души от Елевци (Елевци и Татар Елевци) са доброволци в Македоно-одринското опълчение.
В 1915 година, по време на Първата световна война, селото е анексирано от Царство България. Към 1 март 1916 година Горно Елевци е част от Селечката община на българската Дебърска околия.
На етническата си карта на Северозападна Македония в 1929 година Афанасий Селишчев отбелязва Елевци като българско село.
Според преброяването от 2002 година селото има 260 жители турци.
Църквата „Свети Димитър“ е от втората половина на XX век.

## Личности
Родени в Елевци
- Апостол Симеонов Константинов, македоно-одрински опълченец, 32-годишен, 3 рота на 1 дебърска дружина[13] Загинал през Първата световна война.[14]
- Алекса Йованович Коджа (1875 – 1943), професор, писател, общественик
- Константин Радев, български съдия[15]
- Коста Аджиевски (р. 1943), северномакедонски историк